# Casatisma
Casatisma (La Catìsma in dialetto oltrepadano) è un comune italiano di 843 abitanti della provincia di Pavia in Lombardia. Si trova nella pianura dell'Oltrepò Pavese, alla destra del torrente Coppa, presso il casello di Casteggio dell'Autostrada A21.

## Storia
Noto dal XIII secolo, Ca de' Tisma sorse probabilmente come insediamento agricolo nella pianura centuriata a nord della romana Clastidium (Casteggio), lungo una linea di centuriazione su cui correva probabilmente l'antica strada per Ticinum (Pavia). In un registro fiscale del comune di Pavia del 1256 la località è anche menzionata come Torre di Giacomo de Tisma, i de Tisma erano un'importante famiglia pavese. Nell'ambito dei domini pavesi (dal 1164) la zona apparteneva alla podesteria o squadra di Casteggio, infeudata nel 1441 a Cesare Martinengo e nel 1466 ad Angelo Simonetta. Ma nel 1504 Casatisma fu staccato dal feudo di Casteggio e dato ai Mezzabarba di Pavia (investiti anche di Corvino San Quirico, nella cui contea Casatisma sarà incluso). A Casatisma i Mezzabarba risiederanno in un grande palazzo (ricostruito dal loro erede, Johann Emanuel Joseph von Khevenhüller-Metsch, su progetto di Leopold Pollack), e saranno proprietari di quasi tutte le terre del comune, per cui Casatisma sarà in pratica una loro enorme azienda agricola: da qui la forma ordinata del paese e dei campi circostanti. Dopo la fine del feudalesimo (1797), ormai estinti i Mezzabarba (il Palazzo passò dai Khevenhüller ai D'Adda e ai Brandolini D'Adda), anche i loro beni andarono dispersi per eredità e vendite. All'inizio del XIX secolo il nome di Ca de' Tisma divenne definitivamente Casatisma.

### Simboli
Lo stemma e il gonfalone sono stati concessi con decreto del presidente della Repubblica del 24 febbraio 2000.
Ca' de’ Tisma è l'antico nome del paese; i gigli d’oro provengono dall'arme della famiglia Mezzabarba (d’oro, a tre gigli male ordinati, alternati da tre rose, il tutto di rosso); il cappello cardinalizio fa riferimento a Carlo Ambrogio Mezzabarba (1685-1741) che fu vescovo di Lodi e patriarca di Alessandria.
Il gonfalone è un drappo troncato di azzurro e di rosso.

## Monumenti e luoghi d'interesse
- Chiesa parrocchiale di San Guniforte, che venne costruita nel 1619 e assunse l'aspetto attuale verso il 1760[7]

## Società

### Evoluzione demografica
Abitanti censiti